# Maria Lehaci
Maria Lehaci (născută Tivodariu; n. 28 iunie 1999, Câmpulung Moldovenesc, Suceava, România) este o canotoare română, medaliată cu aur olimpic la Paris 2024.

## Carieră
A reprezentat România la Jocurile Olimpice de vară din 2020 de la Tokio. Cu echipajul de 8+1 a câștigat medalia de aur la Campionatele Mondiale din 2022 și 2023 și la Campionatele Europene din 2018, 2020, 2021, 2023 și 2024.
La Jocurile Olimpice de la Paris din 2024 a cucerit medalia de aur în proba de 8+1.
Maria Lehaci este căsătorită cu canotorul Florin Lehaci.
În 2022 i s-a decernat titlul de cetățean de onoare al municipiului Câmpulung Moldovenesc. În 2024 a primit Ordinul Meritul Sportiv clasa I. Din 2025 este cetățean de onoare al Craiovei.